# Vittorio Mussolini
Vittorio Mussolini (27 de septiembre de 1916 - 12 de junio de 1997) fue un piloto de guerra, crítico de cine y productor italiano. Fue también el segundo hijo varón de Benito Mussolini, aunque el primero en ser reconocido oficialmente, con su esposa Rachele; su hermano mayor (Benito Albino Mussolini) nunca fue reconocido durante el régimen fascista de su padre.

## Biografía
Vittorio Mussolini nació en Milán. Se casó con la argentina Orsola Buvoli, nacida en Buenos Aires (1914–2009), dos años mayor que él. En enero de 1938, Mussolini y su esposa anunciaron el nacimiento del primer hijo de Vittorio, Guido, en Roma.
Además de en la producción de cine, Vittorio sirvió como teniente en la Regia Aeronautica durante la Segunda Guerra Ítalo-etíope, la Guerra Civil Española y la Segunda Guerra Mundial. En Etiopía, tanto él como su hermano menor Bruno tripularon bombarderos. A diferencia de su hermano, Vittorio no era considerado un piloto serio, sino que describía los bombardeos como un espectáculo, las bombas como "capullos de rosa" y matar como "una diversión excepcionalmente buena".
Vittorio trabajó con muchos de los mejores artistas de cine italianos. Los diferentes proyectos en los que se vio envuelto incluían a Federico Fellini, Roberto Rosselini y Michelangelo Antonioni.
Después de la guerra, Vittorio emigró a Argentina, para más tarde volver a su patria.
Trabajó por un breve período de tiempo con Hal Roach, en una compañía llamada R.A.M. Pictures (por Roach And Mussolini), aunque Roach abandonó pronto el acuerdo tras haber sido fuertemente marginado en Hollywood.
Era el editor del periódico de cine Cinema, y estuvo involucrado en el estudio de cine italiano Cinecittà.
Vittorio Mussolini murió el 12 de junio de 1997 a la edad de 80 años en una clínica de Roma, tras una larga enfermedad.

## Publicaciones
Fue el autor, en 1973, de un libro sobre las mujeres en la vida de su padre, titulada: Mussolini: Las mujeres trágicas en su vida.

## Filmografía
- Luciano Serra pilota, dirigida por Goffredo Alessandrini (1938), codirigida.
- Luisa Sanfelice, dirigida por Leo Menardi (1942).
- I cavalieri del deserto, dirigida por Gino Talamo y Osvaldo Valenti (1942).
- Un pilota ritorna, dirigida por Roberto Rossellini (1942).
- I tre aquilotti, dirigida por Mario Mattoli (1942).